# Kibatalia elmeri
Kibatalia elmeri är en oleanderväxtart som beskrevs av R. E. Woodson. Kibatalia elmeri ingår i släktet Kibatalia och familjen oleanderväxter. Inga underarter finns listade i Catalogue of Life.